# Llei del paral·lelogram

Un paral·lelogram. Els costats d'aquest es mostren en color blau i les diagonals en vermell.

En matemàtiques, la llei del paral·lelogram és una llei de geometria elemental que postula que la suma dels quadrats de les longituds dels quatre costats d'un paral·lelogram és igual a la suma dels quadrats de les longituds de les dues diagonals d'aquest. Utilitzant la notació del paral·lelogram mostrat en la figura de la dreta, es pot escriure matemàticament com:
{\displaystyle (AB)^{2}+(BC)^{2}+(CD)^{2}+(DA)^{2}=(AC)^{2}+(BD)^{2}.\,}
En el cas que el paral·lelogram sigui un rectangle, les dues diagonals són iguals i la llei es redueix al teorema de Pitàgores.

## Llei del paral·lelogram per a espais amb producte intern

Vectors involucrats en la llei del paral·lelogram

Dins dels espais proveïts de producte escalar, la definició de la llei del paral·lelogram es redueix a la identitat algebraica
{\displaystyle 2\|x\|^{2}+2\|y\|^{2}=\|x+y\|^{2}+\|x-y\|^{2}}
on
{\displaystyle \|x\|^{2}=\langle x,x\rangle .\,}
és el producte escalar normat.

## Espais vectorials normats que satisfan la llei del paral·lelogram
La majoria d'espais vectorials normats reals i complexos no tenen producte intern, però tots els espais vectorials normats tenen norma (per definició) i, per tant, es poden avaluar les expressions a banda i banda de l'"=" de la identitat anterior. Un fet notable és que si la identitat anterior es manté, aleshores la norma ha de sorgir de la manera habitual d'algun producte intern. A més, el producte intern que es genera mitjançant la norma és únic, a conseqüència de la identitat de polarització, en el cas real, aquest ve donat per
{\displaystyle \langle x,y\rangle ={\|x+y\|^{2}-\|x-y\|^{2} \over 4},\,}
o, de manera equivalent, per
{\displaystyle {\|x+y\|^{2}-\|x\|^{2}-\|y\|^{2} \over 2}\ \ {\rm {{\acute {o}}\ \ {\|x\|^{2}+\|y\|^{2}-\|x-y\|^{2} \over 2}.\,}}}
En el cas complex, aquest ve donat per
{\displaystyle \langle x,y\rangle ={\|x+y\|^{2}-\|x-y\|^{2} \over 4}+i{\|ix-y\|^{2}-\|ix+y\|^{2} \over 4}.}